# Varkensstaartlangoer
De varkensstaartlangoer (Simias concolor)  is een soort uit de familie van de apen van de Oude Wereld  (Cercopithecidae). De wetenschappelijke naam van de soort werd voor het eerst geldig gepubliceerd door Miller in 1903.

## Voorkomen
De soort komt voor in Indonesië. De varkensstaartlangoer komt alleen voor op de Mentawai-eilanden, vlak voor de kust van Sumatra.